# Владимир Арсенієвич
Владимир Арсенієвич / Vladimir Arsenijević (серб. кир.: Владимир Арсенијевић, 1965 р. н.) — сербський письменник, коментатор, перекладач, редактор, музикант та видавець. Мешкає та працює в Белграді. Арсенієвич здобув престижну премію НІН 1994 року в категорії «Югославський роман» за роман «У трюмі» (сербською «U potpalublju»).

## Молодість
Арсенієвич народився у Пулі, Хорватська СР, СФР Югославія, але ще змолоду переїхав до Белграду. У юності Арсенієвич (який мав прізвисько Влайса) грав у панк-гурті під назвою «Urbana Gerila», а також її пост-панковому переродженні «Berliner Strasse». Після здобуття середньої освіти та проходження строкової служби в 1985 р. Арсенієвич у віці 20 років переїхав до Лондона. Чотири роки потому, в 1989 році, він повернувся до Белграду.

## Літературна діяльність

### Письменник
У січні 1995 року Арсенієвич здобув премію журналу НІН за 1994 рік за свій перший роман «У трюмі» (серб. «U potpalublju»), таким чином у віці 29 років він став наймолодшим письменником, який здобув цю престижну нагороду. Також уперше цю нагороду здобув дебютний твір. Антивоєнний роман, дія якого розгортається під час битви за Вуковар восени 1991 р., був одним із перших творів, опублікованих у Сербії на тему немирного розпаду Югославії, хоча й із точки зору тогочасних мешканців Белграду. Невеликий роман обсягом 128 сторінок привернув увагу критиків з різних країн. Таким прикладом був схвальний відгук Лори Сільбер у виданні Лос-Анджелес Таймс, і згодом роман було перекладено на 20 мов, що майже одразу поставило Арсенієвича в один ряд із сербськими авторами, твори яких перекладено найбільшою кількістю мов. Українською роман було перекладено в 2019 році Андрієм Любкою. Переклад опублікувало видавництво «Книги XXI»
Одночасно з письменницькою діяльністю, Арсенієвич також працював як гід у туристичній агенції Контікі.
Згодом Арсенієвич опублікував три інші твори: два комікси та збірку есе. Довгоочікуване продовження роману «У трюмі», а також друга частина запрановагої Тетралогії «Cloaca Maxima», роман Анджела (Anđela) були опубліковані в Сербії в 1997 р., і отримали змішані відгуки. Продовження роману було оцінене як більш слабке у порівнянні з першою частиною «У трюмі», і хоча це був найбільш популярний роман року в Сербії, він не зміг перевершити успіх дебютної частини. 
У березні 1999 р., коли НАТО почало бомбардування Югославії, Арсенієвич був у Белграді, але у травні отримав запрошення від французького Міжнародного Парламенту Письменників відвідати Мехіко. До Мехіко він діставався через Сараєво, Любляну та Франкфурт, і залишався там до вересня 2000 року. У Мехіко він мешкав у районах Койоакан та Колонія Кондеса, переважно заробляючи на життя на кількох обслуговуючих роботах, а у вільний час граючи в гурті під назвою Los Armstrings. Після повернення до Белграду у вересні 2000 р. він опублікував третю книжку Meksiko — ratni dnevnik, де йдеться про двомісячне перебування Арсенієвича в Белграді під час бомбардування НАТО, його раптовий від’їзд до Мексики та дружбу з поетом-косовським албанцем Джевдетом Байраєм (Xhevdet Bajraj).
У 2004 р. Арсенієвич відновив літературну діяльність твором Išmail. Цей розважальний комікс, події якого розгортаються в 1979 р., є результатом співпраці письменника з сербським мультиплікатором Александром Зоґрафом. Комікс досліджує таємні зв’язки, що поєднували югославську панк- та нью-вейв сцену з радикальним концептуальним мистецтвом та акціонізмом кінця 60-х та початку 70-х, а також негативний вплив політики соціалістичної Югославії на них.
Predator — перехідний формат між романом та збіркою оповідань з різних частин світу. Складаючись із кількох, на перший погляд, цілковито різних оповідань, вони дбайливо зв’язані в одне ризоматично структуроване оповідання з майже десятком героїв, які мають одну спільну рису — всі вони є експатріантами (іракський курд-біженець у США, панк-рокер з Косова, боснієць-наркоман, ірландець-священник, белградські волоцюги, берлінські анархісти...) Походячи з не найбільш спокійних частин світу, кожен шукає собі щастя, проте умови, в яких вони живуть дуже впливають на них. Те, що спочатку здається вітражем з розбитих людських життів, поступово захоплює читача й веде його в нейомвірну та жахливу подорож до жорстоких наслідків війни, де кожен хто колись потрапив у ці умови, більше не міг їх подолати. 
Jugolaboratorija, збірка есе, колонок та промов, містить близько тридцяти текстів, написаних Арсенієвичем з 2005 р.
У 2011 р. Арсенієвич опублікував книжку Minut — Put oko sveta za 60 sekundi («Хвилина — Навколо світу за 60 секунд») у мистецькій співпраці з Валентиною Броштеан, яка робила ілюстрації та дизайн. Книжка складається з 25 фрагментів/історій, що відбуваються впродовж хвилини (20 січня 2010 р. з 12:00 до 12:01 за Гринвічем) у 25 різних точках Землі, таких як Самоа, Гаваї, Бразилія, Португалія, Косово, Курдистан, М’янма чи Австралія.

### Видавництво
Одночасно із літературною діяльністю, Арсенієвич також займався книгодрукуванням, заснувавши видавництво Rende, де він виконував обов’язки шеф-редактора з часу започаткування і до 2007 р. З лютого 2007 р. Владимир почав працювати редактором видавництва VBZ Beograd, белградської філії хорватського видавництва VBZ. Арсенієвич також є співвласником і дедектором сербського ресурсу Reflektor, який займається виробництвом аудіокнижок. Окрім творів різних авторів, ресурс озвучив роман Арсенієвича «У трюмі» голосом актора Ніколи Джурічка.
Владимир Арсенієвич є одним з засновників та керівників щорічного літературного фестивалю KROKODIL, що проводиться в Белграді з 2009 року. У 2017 р. він підписав Декларацію про спільну мову хорватів, сербів, боснійців та чорногорців.

### Перекладацька діяльність
На початку 2000-х років Арсенієвич почав перекладати англомовні романи на сербську мову. Він переклав Macho Sluts (автор Патрік Каліфія / Pat Califia), God's Boot (автор Бред Фокс / Brad Fox), The Sheltering Sky (автор Пол Баулз / Paul Bowles), Джонатан Лівінгстон, мартин (автор Річард Бах), а також Добру людину знайти нелегко / A Good Man Is Hard to Find (авторка Фланнері О'Коннор). 

## Публікації
- U potpalublju (1994 р.)
- Anđela (1997 р.)
- Meksiko ratni dnevnik (2000 р.)
- Išmail (спільно з Александром Зоґрафом, 2004 р.)
- Predator (2008 р.)
- Jugolaboratorija (2009 р.)
- Minut, put oko sveta za 60 sekundi (спільно з Валентиною Броштеан, 2011 р.)
- Let (2013 р.)
- Ovo nije veselo mesto (2014 р.)
- Ti i ja, Anđela (переопрацювання роману Анђела, 2016 р.)
- Ka granici (2018)

## Публіцистика та репортерська діяльність
З середини 2000-х років Арсенієвич у Сербії та інших республіках колишньої Югославії став відомий як відвертий журналіст та коментатор на соціополітичні тепи. Як романи, так і його колонки та інші публічні виступи так чи інакше стосуються новітньою історією Балкан та політикою з точки зору Сербії. Зазвичай він дуже критично ставиться до політичної системи Сербії, сербського націоналізму, різних аспектів сербської культури, стосунків Сербії з іншими країнами регіону, ролі Сербії в югославських війнах. Багато його критики також стосується публічних осіб Сербії як Момо Капор, Емир Кустуриця, Добриця Чосич та ін. Арсенієвич є частим гостем ток-шоу Олі Бечкович talk-show «Utisak nedelje», а також на інших передачах телеканалу B92.
Наприкінці літа 2007 р. Арсенієвич написав статтю під назвою «Unsere Neger, unsere Gegner» («Наші негри, наші вороги») для німецького щоденного видання Die Zeit, де критикував підхід Сербії до албанців, що проживають у Косові, що він вважає історично заснованим на «образливих стереотипах, глузуванні та відкритій ненависті», порівнюючи це ставлення до того, як білі американці ставилися до афроамериканців. Арсенієвич розповідає, що після смерті Тіто та албанських протестів у Косові 1981 р. такий «сербський побутовий расизм швидко переріс у жорстоку, смертельну ненависть до щіптарів», яку Слободан Мілошевич перетворив «за час жорстокої тиранії на таку колективну параною сербів стосовно щіптарів, що серби здригалися від огиди уявляючи неконтрольовану сексуальність та високу народжуваність албанців».

### «Politika»
З січня 2008 р. Арсенієвич почав вести непостійну колонку в щоденній газеті Politika, власниками якої були німецький медіаконцерн WAZ-Mediengruppe та сербська компанія Politika AD, в якій контрольний пакет акцій мав уряд Сербії. Працював під редакцією Ліляни Смайлович, яку з листопада 2008 р. (після перемоги коаліції ZES на чолі з Демократичною партією Бориса Тадича) було замінено на Драґана Буйошевича.
У березні 2008 р., через кілька тижнів потому як албанці з сербської південної провінції Косово в односторонньому порядку проголосили незалежність, Арсенієвич написав статтю на підтримку дії албанців закликаючи Сербію визнати провінцію-сепаратиста незалежною державою, що в Сербії викликало бурхливу реакцію.
Співпрацю з виданням Politka було завершено в березні 2009 р.

### Press
З квітня 2011 року Арсенієвича було найнято писати суботню колонку в белградській щоденній газеті Press.
У вересні 2011 року було опубліковано скандальну статтю про покійного Момо Капора який помер за півтора роки до того. У статті Арсенієвич описує те, як у липні 1995 року він зустрів Момо на грецькому острові Тасос. Тридцятирічний Арсенієвич там працював гідом, а 58-річний Капор був у відпустці з дружиною. Арсенієвич розповідає про певні подробиці їх короткої розмови (обох тоді щойно познайомили), що стосувалася на той час ранньої письменницької кар’єри Арсенієвича, а також його успішного дебютного роману «У трюмі», де події розгортаються під час битви за Вуковар. Під враженням від цієї розмови Арсенієвич називає Капора «королем психопатів», наводячи таку його фразу з розмови: «Не слід засмучуватися через це місто. Це найпримітивніша форма провінційного бароко. Практично ніщо. Так, Вуковар — ніщо».
У середині листопада 2011 р., через два місяці після публікації колонки, Арсенієвич з’явився на ток-шоу Nedjeljom u 2 каналу HRT, присвяченому двадцятій річниці падіння Вуковару. Ще до того як назвати запрошеного по імені, ведучий Александр Станкович представив Арсенієвича детальним переказом його зустрічі з Капором. Арсенієвич переповів їхню розмову і ще раз назвав Капора «психопатом, який любив кров і смерть». Він також поділився особистим висновком, що «політичні погляди Капора після югославських війн обумовлювалися не з точки зору сербського націоналізму, а з психопатичної точки зору». Решту передачі йшлося про сербо-хорватські відносини після 1990-х років, і Арсенієвич висловлював особисте незадоволення явищами від офіційної політики сербського уряду стосовно Косова до загальної атмосфери у Белграді, підкріплюючи останнє висловом «якби Європа була баром або кафаною, то Белград був би маленьким смердючим коридором, який веде в туалет».
Через кілька днів після ефіру Арсенієвича було звільнено з видання Press через «фінансові труднощі», хоча багато хто вважав що справжньою причиною його звільнення були його вислови на шоу Nedjeljom u 2.

### Jutarnji list
З березня 2012 року Арсенієвич почав вести щомісячну колонку для хорватського щоденного видання Jutarnji list, власником якого є хорватський медіамагнат Нінослав Павич через компанію Європапрес Холдинг. Теми, які висвітлював Арсенієвич, переважно стосувалися подій та відомих людей Сербії. Окрім ведення колонки, він час від часу брав інтерв’ю в різних відомих людей, митців та мислителів, таких як Роберт Крамб, Гілберт Шелтон, Тім Джуда та інші.
У цей період Арсенієвич також писав для інших видань: у квітні 2012 року його коментар на тему проведення пісенного конкурсу Євробачення в Баку (Азербайджан) було опубліковано в німецькому щоденному виданні die Tageszeitung як гостьова колонка. У ній Арсенієвич порівнює Азербайджан із Сербією, з одного боку знаходячи відмінності «у відповідних культурних, політичних та економічних поняттях», описуючи першу як «країну, що з дня у день багатіє, але чия правляча династія разом із клікою залежних від неї нуворишів придушує свободу преси», в той час як остання є «краєм вічної економічної руїни, яким керує безсовісний та ненаситний політичний клас», але з іншого боку помічаючи багато спільних рис: «обидві країни відчайдушно шукають нову, сучасну ідентичність, яка поєднується з небажанням, а може й неспроможністю обох країн облишити старі підходи, хитрі способи зловживання владою, одержимість історією та територіями». Він вважає, що як Азербайджан, так і Сербія мають «погану репутацію в міжнародній спільноті», і їх обидві розглядають як «відомі через широкомасштабну корупцію, глибоко вкорінену в обидва суспільства». Також він вбачає подібність обох країн у розв’язанні територіальних суперечок шляхом «“захисту” спірних територій Нагірного Карабаху та Косова відповідно шляхом війн, які вони згодом програю́ть, а території — втрачають».
Наприкінці травня 2012 р. Арсенієвич отримав ще одну роботу колумніста в Хорватії, пишучи для веб-порталу tportal.hr.
Серед його колонок для Jutarnji найбільш популярною та сканадльною є велика стаття за липень 2012 року, де Арсенієвич засуджує кінорежисера Емира Кустурицю. Невдоволений останнім проєктом Кустуриці — натхненним Іво Андричем Каменградом у Вишеграді, Республіка Сербська, Боснія і Герцеговина, Арсенієвич називає Кустурицю «пихатим чоловіком, який завдяки чудернацькому сербському націоналізму здатний умовляннями інтегруватися до кожного правлячого політика в Сербії з 1990-х років, починаючи з Мілошевича, через Джинджича та Коштуницю, і аж до Тадича; без сумніву теплі чоловічі обійми Томислава Николича очікують на режисера в найближчому майбутньому», описуючи попередній проєкт Кустуриці Дрвенґрад як «пам’ятник самому собі та власному баченню світу із власними фінансовими інтересами та культом особистості, вмонтованим у нього, який був реалізований завдяки співпраці кількох політиків у Сербії, які не можуть домовитися ні про що інше, але все ж дійшли мінімального консенсусу стосовно Кустуриці». Далі Арсенієвич проголошує Кустурицю «двоголовим чудовиськом: етнонаціоналіст з гострою кризою ідентичності, самопроголошений лівак із ультраправим сприйняттям, суворий замлевласник, який одночасно й відчайдушний антикапіталіст, художник-державник в костюмі фальшивого бунтаря, слухняний, але лукавий прислужник багатьох повновладних осіб», а також описує його як «людину, яка могла і мала бути кимось більшим, натомість стала нікчемною ознакою нікчемного часу, в якому ми живемо». Далі Арсенієвич описує зовнішність режисера: «високий, сильний, з масивною головою та кучмою довгого волосся на ній», також описуючи його як «підірваного в часи вибухових 1990-х у Сербії» та розмислюючи що «можливо це пояснює сильну мегаломанію Кустуриці, що проявляється комплексом фараона та кричущою пристрастю залишити після себе щось велике на зразок фондів, етноселищ, псевдоміст і т. і. — свого роду піраміди Кустуриці». Арсенієвич також проходиться по Каменграду, також відомому як Андрічград, описуючи його як «кічевий торговельний центр у вигляді етноміста, заснованого на поганому смаку та брехні, зведений кічевим режисером у надзвичайно кічевій псевдокраїні, так званій Республіці Сербській, яку представляє чоловік із чималою головою, мужнім підборіддям, косооким поглядом, а також нудним та некрасномовним мовленням — (сумно)відомий Милорад Додик». Далі журналіст критикує Кустурицю і його проєкт у Вишеграді, висміюючи його заявлену “поліетнічну природу”, де режисер не спромігся чітко визнати та вшанувати боснійських мусульман міста, які стали жертвами боснійської війни, вважаючи таке оминання теми «справжньою спадщиною Кустуриці та його єдиною довговічною пірамідою, яка стоятиме ще довго після того як його марно зведені “міста” будуть стерті з лиця землі». Завершує статтю Арсенієвич іронічним роздумом над тим, як би Іво Андрич відреагував на місто Кустуриці. І відповідає що Андрич «вчергове був обкрадений, використаний, принижений та жорстоко зґвалтований», та описав Андрича як «тонку, фізично слабку та стриману людину без тіні османського чи балканського атавізму, “ніжний і блідий із тонкою і крихкою прекрасною душею”», що перетворилося на «грубу зовнішність Кустуриці, рисами якої були жирне волосся, зів’яле обличчя верховинця, яке напевне ніколи не було чисто поголене, невротичні зморшки біля носа, а також підозрілий погляд».